# 半夏
半夏（學名：Pinellia ternata）又名三叶半夏（山西、河南、广西）、三步跳（湖北、四川、贵州、云南）、麻芋果（贵州）、田里心、无心菜、燕子尾、地慈姑、地鹧鸪、地文、和姑、守田（古称）、贝母、痰宮劈歷等，是天南星科半夏属植物。除内蒙古、青海、新疆、西藏外的中国各省份以及朝鲜半岛、日本等地有野生分布，野生半夏生长于海拔 2500 米以下，多见于草地、荒地、玉米地、田边或疏林下。
中医学认为，半夏具有消痰、镇咳、镇吐、祛风、消痉、消瘀等作用，前194年左右的医方《五十二病方》中已有半夏入药的记载，一些含有半夏的中药方近年来成为了现代医学的研究对象，并在部分病症的治疗作用上通过了双盲实验。药用半夏在中国的甘肃、贵州、云南、山西、山东和湖北等省区广泛栽培，形成产业。
半夏在东亚文化中具有一定地位。在中国，半夏常以双关语的身份出现在古代文学作品中。日本则有名为「半夏生」的杂节，约在每年的7月1－2日庆祝这一节日，不同地区各有一些特定的习俗。

## 词源
半夏的学名中，属名来源于16世纪意大利植物学家乔瓦尼·文森佐·派内利，种加词意为「三出的，三数的」，指的是半夏三出的复叶。半夏最早由卡尔·彼得·通贝里于1784年描述，最初分类于天南星科疆南星属，并命名为Arum ternatum，1901年由牧野富太郎改为现名。

中文正式名「半夏」的来源争议较大，这一词汇最早见于《礼记·月令》，原文是对小暑时节物候的记录，称半夏在小暑时节生：
小暑至，螳蜋生。鵙始鸣，反舌无声。…… 是月也，…… 半夏生，木堇荣。
颜师古《急就篇注》中也说：「半夏，五月苗始生，居夏之半，故为名也。」这一时间与礼记基本一致，但并不符合事实。
日本药学家森立之在《本草经考注》中称，他认为，所谓的「半夏生」指的是结果与采摘，而不是发芽，中国植物学家夏纬瑛在《植物名释札记》中也发表了类似的观点。此说与事实相符。
夏纬瑛也在书中反驳了他人提出的「如今的半夏与古时所谓的『半夏』非同一植物，古代的『半夏』可能就是五月发芽的」这一观点，他称，如果不能说出所谓的「古代半夏」是今日的何种植物，那么这一观点就没有学术意义。

## 形态特征

### 茎叶
半夏一般有叶2－5枚，少数1枚。叶柄长15－20厘米，基部具鞘，鞘内、鞘部以上或叶片基部有直径3－5毫米的珠芽，珠芽是半夏的营养繁殖结构，在母株上或落地后可以萌发形成新植株。
幼叶为全缘，卵状心形至戟形，长2－3厘米，宽2－2.5厘米，发育过程中逐步分裂，直至成熟叶片3全裂。小叶长圆状椭圆形、披针形、竹叶形或芍药叶形，中裂片长3－10厘米，宽1－3厘米；侧裂片稍短；全缘或具不明显的浅波状圆齿。叶片有密集的细网状叶脉，侧脉8－10对，细弱，集合脉2圈。
块茎圆球形，直径1－2厘米，具须根。

### 花
花序柄长25－35厘米，半夏的花属于佛焰苞结构，佛焰苞绿色或绿白色，管部呈狭圆柱形，长1.5－2厘米；檐部长圆形，绿色，有时边缘青紫色，长4－5厘米，宽1.5厘米，钝或锐尖。
半夏的花序属于肉穗花序，雌花序长2厘米，雄花序长5－7毫米，其中间隔3毫米，同一植株的雌雄两个花序包裹在同一佛焰苞里。附属器绿色变青紫色，长6－10厘米，直立，有时“S”形弯曲。

### 果实
半夏的果实属于浆果，呈黄绿色卵圆形，从花序管部的下部产生。

半夏形态结构
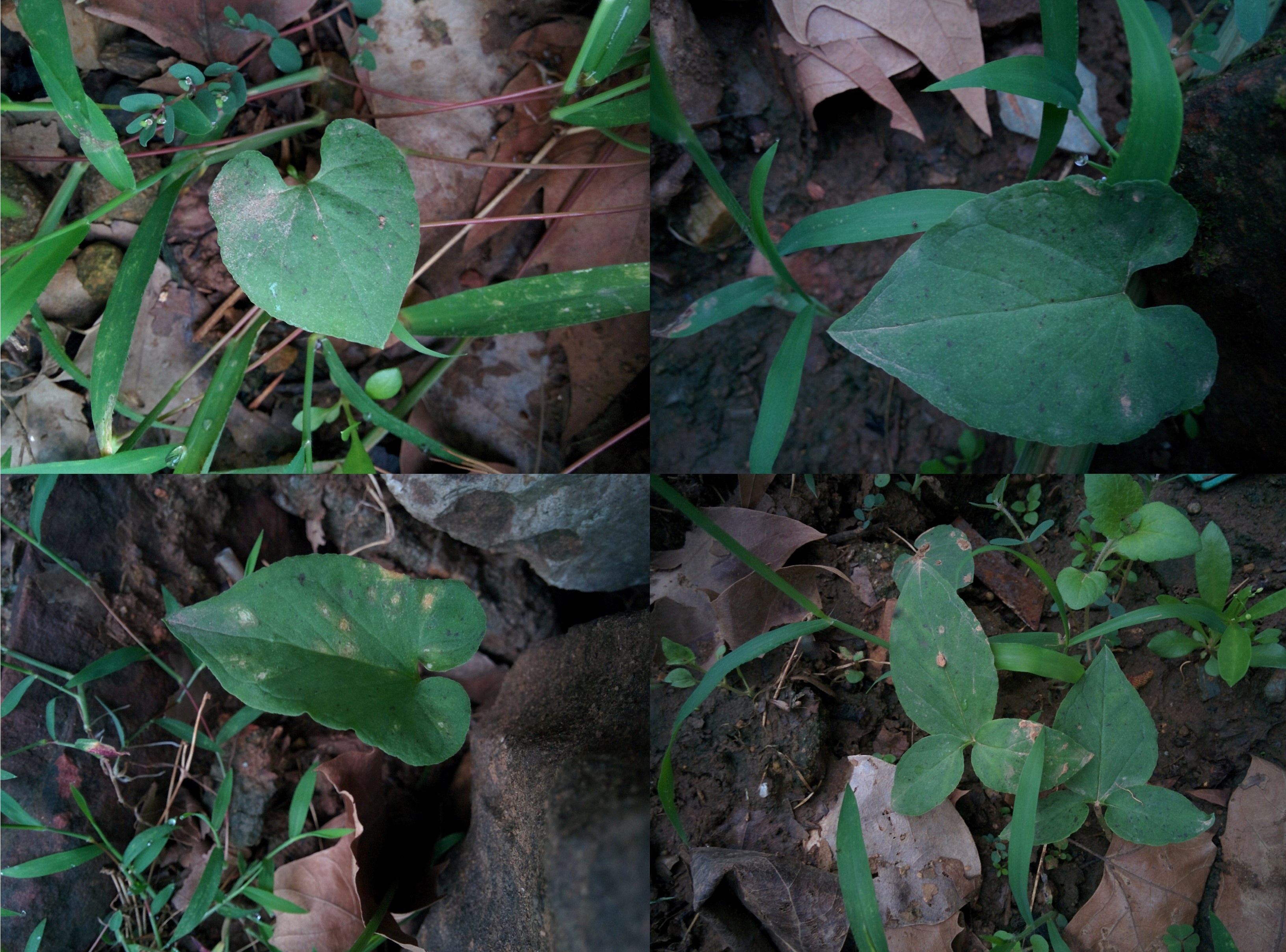
半夏叶片由全缘单叶至三裂复叶的生长过程
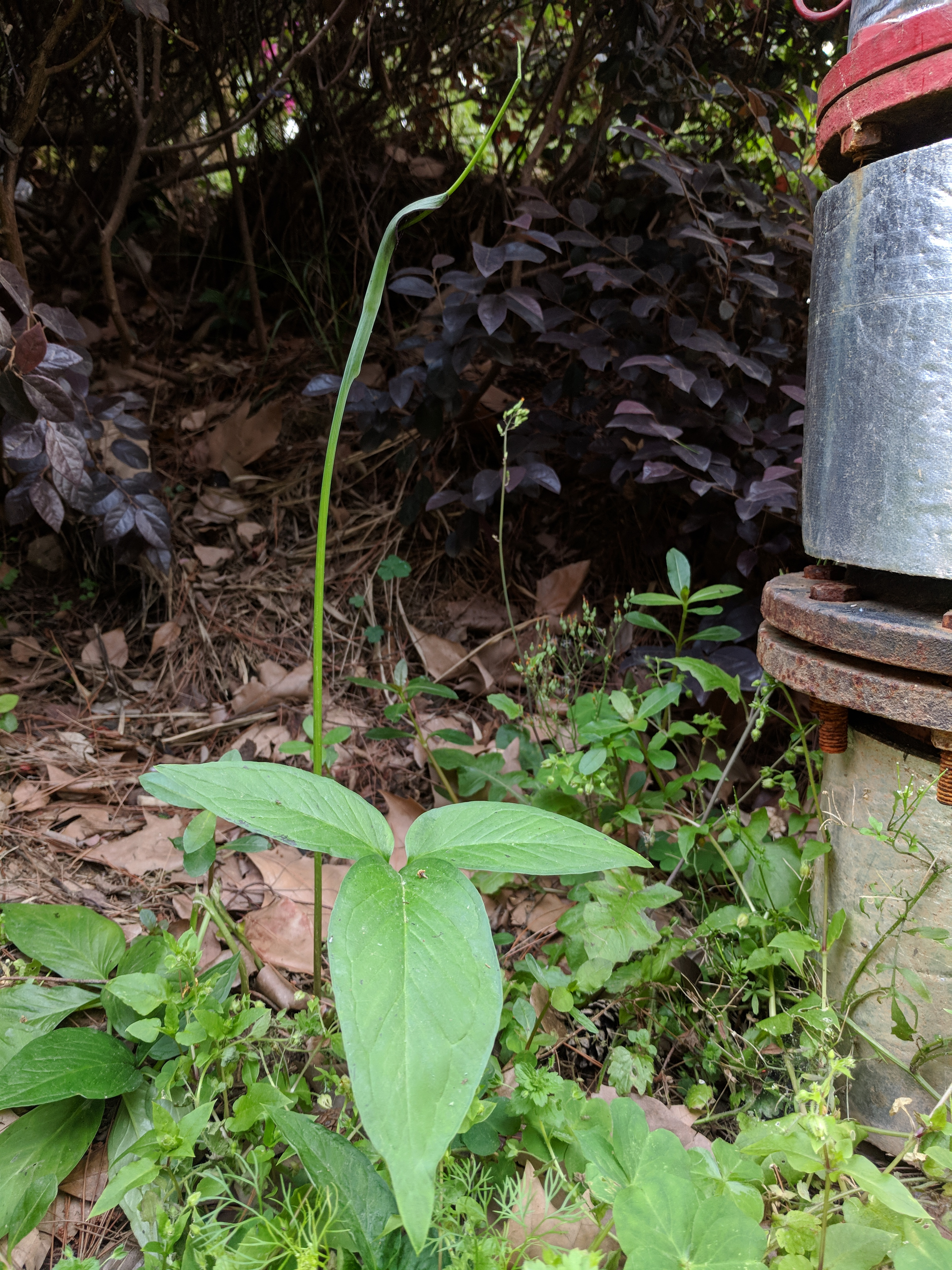
半夏全株
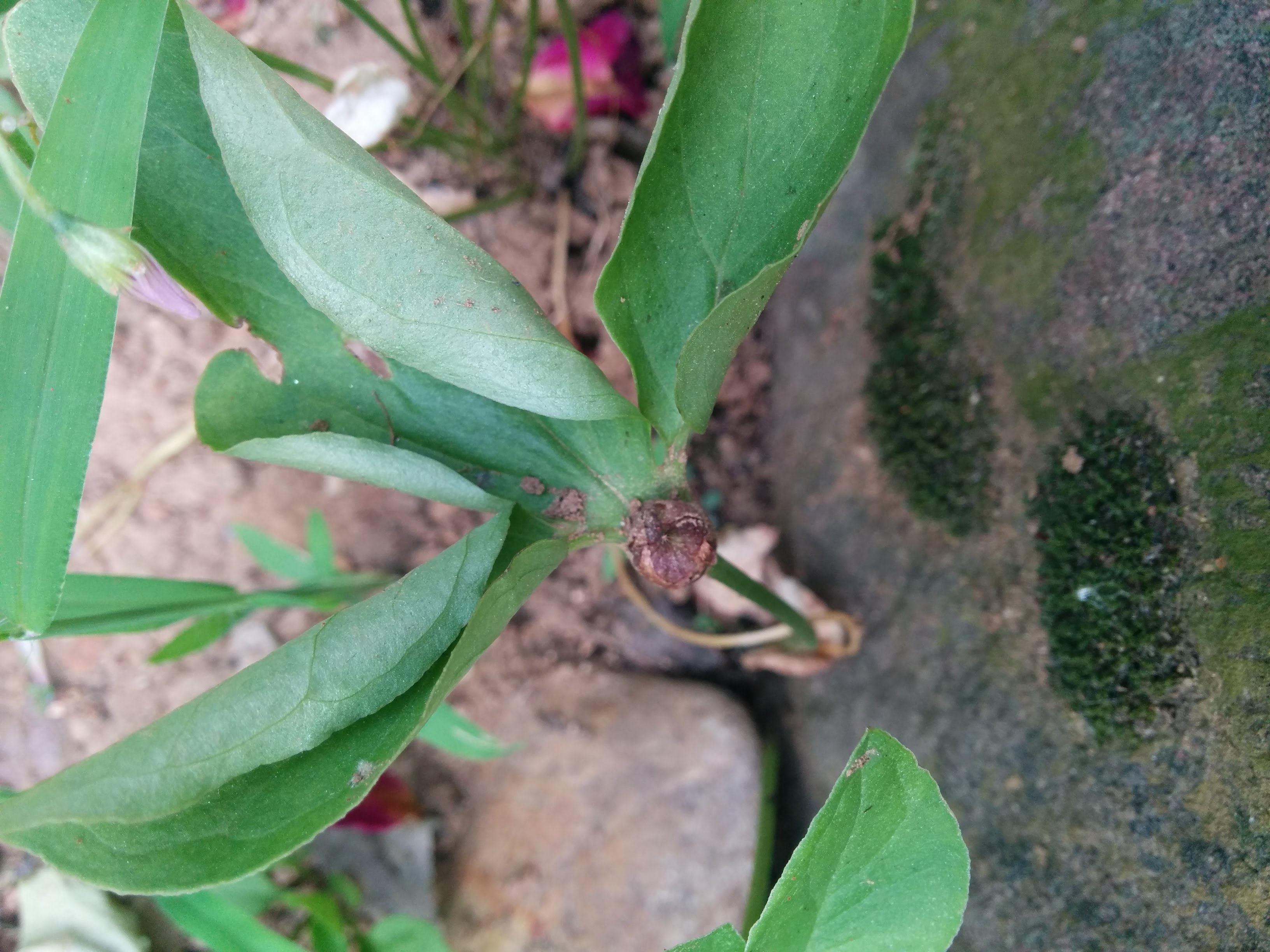
半夏的珠芽，这一结构可用于无性繁殖
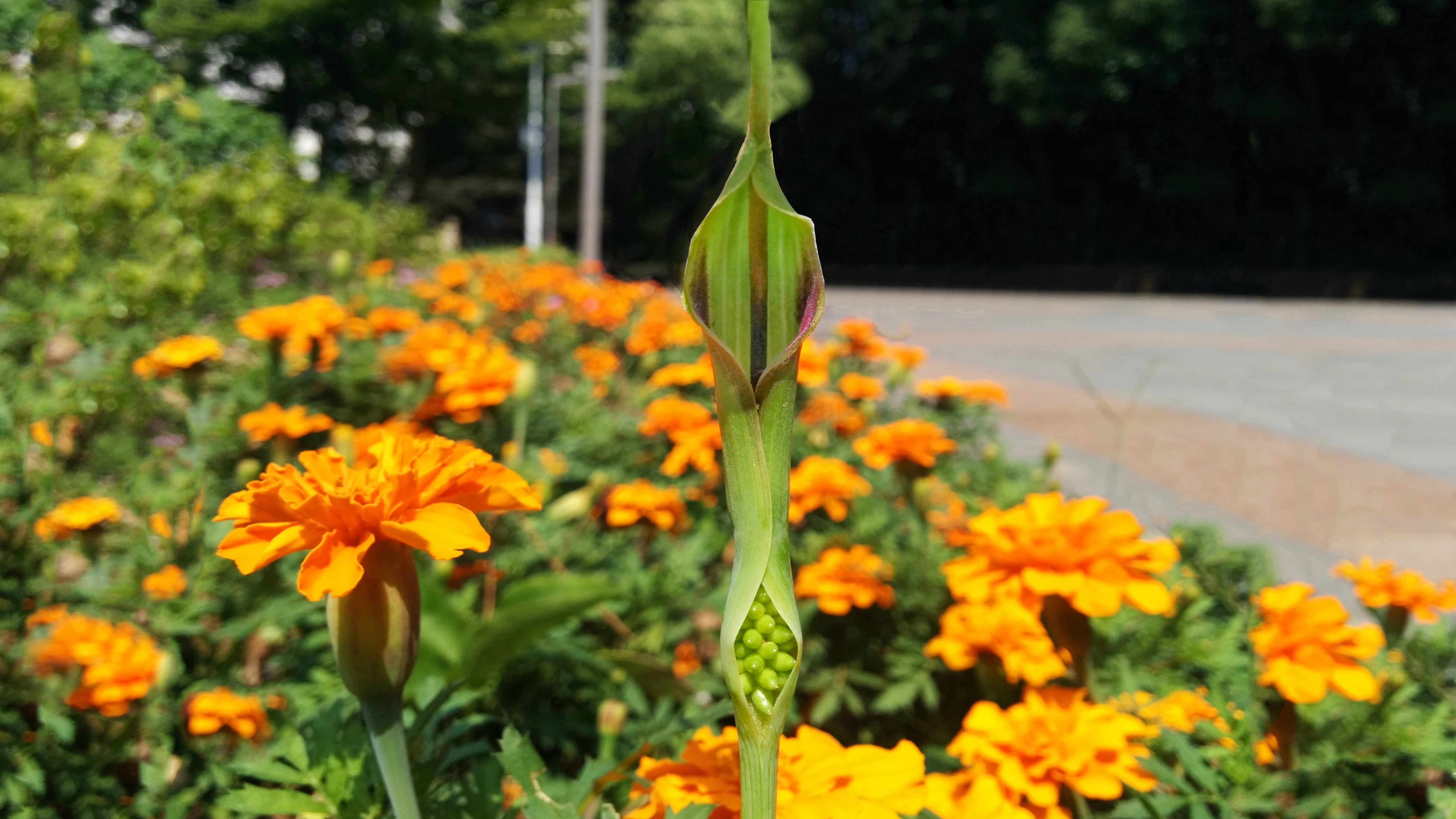
半夏的佛焰苞及其未成熟的浆果
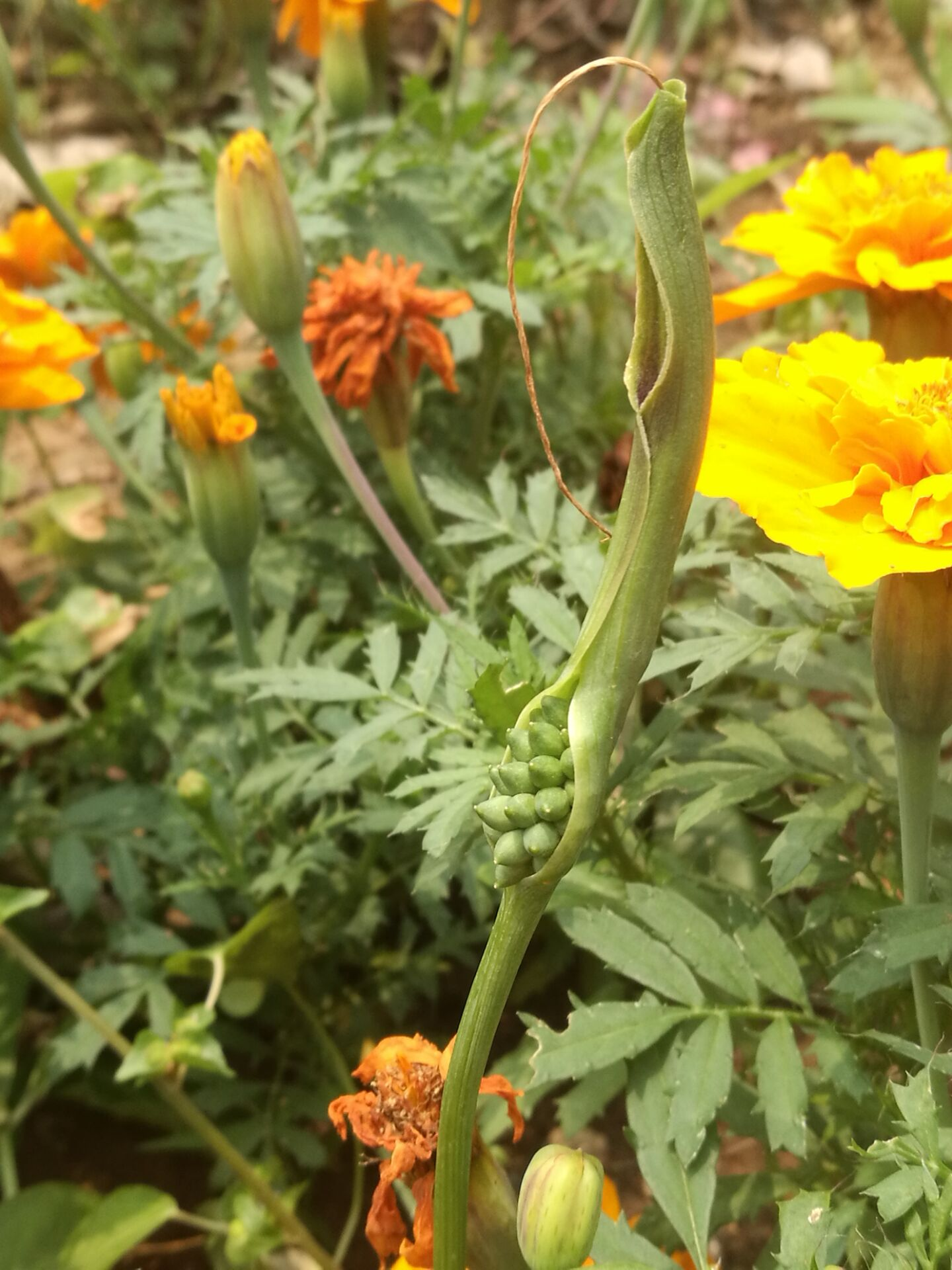
半夏成熟的浆果及已枯萎的花序

## 繁殖
半夏的繁殖有有性生殖和营养繁殖两种繁殖方式，其中有性生殖是通过花来完成的，营养繁殖可以通过珠芽和块茎两个结构来完成。

### 有性生殖
半夏的花为单性花，传粉方式是异花传粉，同一植株的雌花成熟早于雄花，当雌花柱头发育成熟，可以接受花粉，胚囊也发育成熟时，雄花的花药却还尚未开裂散粉，因此无法进行同株传粉。而半夏的花序被佛焰苞紧紧地包裹着，因此需要特定的长喙昆虫来完成授粉。在没有相应昆虫的地区，半夏的自然结实率很低，繁殖主要通过营养繁殖来完成。
半夏在受精后短时间内就会开始发育，并迅速消耗掉胚乳中的营养。因此，农业生产中收获到的「种子」不是植物学上的種子，而是一个原球茎。

### 营养繁殖

#### 珠芽
半夏的珠芽位于葉鞘處，由分生组织发育而来，并在珠芽周围贮存大量淀粉，整个组织不断向外生长，成熟后就会脱离母体，落入土中，条件适宜的情况下可以发育成一株新的半夏个体，而有性生殖所需要的佛焰苞，要在珠芽萌发一年后形成。半夏的每片叶子都可以在生长期内可以不断形成珠芽，珠芽的形成十分迅速，效率很高。珠芽结构有利于半夏的野外繁衍，但对生产不利，长期用珠芽进行繁殖，会导致生产上的品种退化，药用的球茎部分越来越小，而有性生殖则没有这种问题。
半夏的珠芽在叶柄上的位置与品种有关，也受到多种植物激素和矿物质的影响。

#### 块茎
半夏的块茎在健康状态下没有繁殖功能，一般只会不断扩大，不会产生子块茎，更不会产生新个体，只有在受到了机械性损伤一分为二的情况下，才会发展成两个新植株。这在自然状态下是对于受干扰环境的一种适应方式，但在生产上可以作为一种营养繁殖途径。

## 分布区与生境
半夏广泛分布于除内蒙古、青海、新疆、西藏外的中国各省份和朝鲜、日本，杂草性明显，常生于草坡、荒滩、田边或疏林下，以及玉米、小麦等旱地作物的田地里。
半夏在海拔2500米以下的中国大部分地区都能生长，但土层深厚、肥沃、pH 5.6－7的偏酸性壤土或砂壤土、20－50%的土壤含水量为最适宜的环境。
半夏对环境的抗逆性极强，当环境条件如温度、湿度、光照等变得较不利于半夏生存时，植株的地上部分会逐渐枯黄、倒伏，以地下块茎渡过不良环境。当环境条件适宜时，又可重新发芽生长。不论叶的发育状况如何，其「珠芽」均有生命力，因此，倒苗同时又是一次以珠芽为主要繁殖材料的无性繁殖。
半夏的开拓性较差，常常在有限的生境中群集。伴生植物多属喜阴湿植物，具体种类各地差异较大，在长江中下游地区，半夏常与叶下珠、紫花前胡、荩草、向天盏、梓木草、鸡矢藤、三叶鬼针草、野古草等植物共生。在长江以南的竹林和桔林下也常见半夏分布。斜纹夜蛾、小翅蛾、芋双线天蛾等部分鳞翅目昆虫的幼虫以半夏为寄主，鹧鸪也以半夏为食。

## 演化与分类

### 演化
比较解剖学研究显示，以珠芽、子块茎和根状茎的有无及叶形变化等为依据来进行判断。半夏属内，盾叶半夏（Pinellia peltata）、鹞落坪半夏（P. yaoluopingensis）為較原始的支系，虎掌（Pinellia pedatisecta）、半夏和滴水珠（P. cordata）則為較晚期出現的支系。鹞落坪半夏与半夏在一些解剖学性状上存在连续性的差异，这说明半夏与鹞落坪半夏亲缘关系较近，二者的共同祖先在形态、生理上可能更类似于鹞落坪半夏。
细胞学研究显示，半夏是一个多倍体复合种，染色体基数有7,8,9,29不等，倍性有4,6,8,11,12,16不等；且染色体倍性越高，平均每片叶的珠芽数越多。综合上述研究及半夏属内其他物种的分子生物学特征，半夏的祖先可能是一种无珠芽且2n=14,16,或18的二倍体植物，其7,8,9的基数可能是在该属的早期进化过程中由染色体基数为13的祖先（可能近似于鹞落坪半夏）的经非整倍性下跌形成，后经二次多倍化出现了珠芽，使得半夏在生殖上发生了从有性到兼性无融合的变化，大大加强了它对环境的适应能力，使得半夏由仅适应较湿润的林下生境演化至现今能适应多种不同生境，扩张性增强，分布范围扩大，变成了常见的田间杂草。
半夏属的分化中心位于长江中下游地区，起源中心可能位于华中或华东地区，并与亚热带森林密切相关。

#### 分子生物学
而在分子生物学上，关于半夏及其近缘物种具体的演化关系，通过ITS序列构建的演化树与本文前面两段所述的早先研究较为相符：
|  | 滴水珠 P. cordata                                                                 |
|  |                                                                                   |
|  | \| \| 石蜘蛛 P. integrifolia \| \| \| \| \| \| 大葉半夏 P. polyphylla \| \| \| \| |
|  |                                                                                   |
|  | 石蜘蛛 P. integrifolia                                                            |
|  |                                                                                   |
|  | 大葉半夏 P. polyphylla                                                            |
|  |                                                                                   |

|  | 石蜘蛛 P. integrifolia |
|  |                        |
|  | 大葉半夏 P. polyphylla |
|  |                        |

|  | 滴水珠 P. cordata                                                                 |
|  |                                                                                   |
|  | \| \| 石蜘蛛 P. integrifolia \| \| \| \| \| \| 大葉半夏 P. polyphylla \| \| \| \| |
|  |                                                                                   |
|  | 石蜘蛛 P. integrifolia                                                            |
|  |                                                                                   |
|  | 大葉半夏 P. polyphylla                                                            |
|  |                                                                                   |

|  | 石蜘蛛 P. integrifolia |
|  |                        |
|  | 大葉半夏 P. polyphylla |
|  |                        |

|  | 鷂落坪半夏 P. yaoluopingensis |
|  |                               |
|  | 半夏 P. ternata               |
|  |                               |

|  | 滴水珠 P. cordata                                                                 |
|  |                                                                                   |
|  | \| \| 石蜘蛛 P. integrifolia \| \| \| \| \| \| 大葉半夏 P. polyphylla \| \| \| \| |
|  |                                                                                   |
|  | 石蜘蛛 P. integrifolia                                                            |
|  |                                                                                   |
|  | 大葉半夏 P. polyphylla                                                            |
|  |                                                                                   |

|  | 石蜘蛛 P. integrifolia |
|  |                        |
|  | 大葉半夏 P. polyphylla |
|  |                        |

|  | 滴水珠 P. cordata                                                                 |
|  |                                                                                   |
|  | \| \| 石蜘蛛 P. integrifolia \| \| \| \| \| \| 大葉半夏 P. polyphylla \| \| \| \| |
|  |                                                                                   |
|  | 石蜘蛛 P. integrifolia                                                            |
|  |                                                                                   |
|  | 大葉半夏 P. polyphylla                                                            |
|  |                                                                                   |

|  | 石蜘蛛 P. integrifolia |
|  |                        |
|  | 大葉半夏 P. polyphylla |
|  |                        |

|  | 鷂落坪半夏 P. yaoluopingensis |
|  |                               |
|  | 半夏 P. ternata               |
|  |                               |

|  | 虎掌 P. pedatisecta |
|  |                     |
|  | 盾葉半夏 P. peltata |
|  |                     |

|  | 滴水珠 P. cordata                                                                 |
|  |                                                                                   |
|  | \| \| 石蜘蛛 P. integrifolia \| \| \| \| \| \| 大葉半夏 P. polyphylla \| \| \| \| |
|  |                                                                                   |
|  | 石蜘蛛 P. integrifolia                                                            |
|  |                                                                                   |
|  | 大葉半夏 P. polyphylla                                                            |
|  |                                                                                   |

|  | 石蜘蛛 P. integrifolia |
|  |                        |
|  | 大葉半夏 P. polyphylla |
|  |                        |

|  | 滴水珠 P. cordata                                                                 |
|  |                                                                                   |
|  | \| \| 石蜘蛛 P. integrifolia \| \| \| \| \| \| 大葉半夏 P. polyphylla \| \| \| \| |
|  |                                                                                   |
|  | 石蜘蛛 P. integrifolia                                                            |
|  |                                                                                   |
|  | 大葉半夏 P. polyphylla                                                            |
|  |                                                                                   |

|  | 石蜘蛛 P. integrifolia |
|  |                        |
|  | 大葉半夏 P. polyphylla |
|  |                        |

|  | 鷂落坪半夏 P. yaoluopingensis |
|  |                               |
|  | 半夏 P. ternata               |
|  |                               |

|  | 滴水珠 P. cordata                                                                 |
|  |                                                                                   |
|  | \| \| 石蜘蛛 P. integrifolia \| \| \| \| \| \| 大葉半夏 P. polyphylla \| \| \| \| |
|  |                                                                                   |
|  | 石蜘蛛 P. integrifolia                                                            |
|  |                                                                                   |
|  | 大葉半夏 P. polyphylla                                                            |
|  |                                                                                   |

|  | 石蜘蛛 P. integrifolia |
|  |                        |
|  | 大葉半夏 P. polyphylla |
|  |                        |

|  | 滴水珠 P. cordata                                                                 |
|  |                                                                                   |
|  | \| \| 石蜘蛛 P. integrifolia \| \| \| \| \| \| 大葉半夏 P. polyphylla \| \| \| \| |
|  |                                                                                   |
|  | 石蜘蛛 P. integrifolia                                                            |
|  |                                                                                   |
|  | 大葉半夏 P. polyphylla                                                            |
|  |                                                                                   |

|  | 石蜘蛛 P. integrifolia |
|  |                        |
|  | 大葉半夏 P. polyphylla |
|  |                        |

|  | 鷂落坪半夏 P. yaoluopingensis |
|  |                               |
|  | 半夏 P. ternata               |
|  |                               |

|  | 虎掌 P. pedatisecta |
|  |                     |
|  | 盾葉半夏 P. peltata |
|  |                     |

而通过AFLP构建的演化树则与传统研究的结论差别较大：
|  | 半夏 P. ternata |
|  |                 |

|  | 滴水珠 P. cordata   |
|  |                     |
|  | 盾葉半夏 P. peltata |
|  |                     |

|  | 半夏 P. ternata |
|  |                 |

|  | 滴水珠 P. cordata   |
|  |                     |
|  | 盾葉半夏 P. peltata |
|  |                     |

|  | 虎掌 P. pedatisecta           |
|  |                               |
|  | 鷂落坪半夏 P. yaoluopingensis |
|  |                               |

|  | 半夏 P. ternata |
|  |                 |

|  | 滴水珠 P. cordata   |
|  |                     |
|  | 盾葉半夏 P. peltata |
|  |                     |

|  | 半夏 P. ternata |
|  |                 |

|  | 滴水珠 P. cordata   |
|  |                     |
|  | 盾葉半夏 P. peltata |
|  |                     |

|  | 虎掌 P. pedatisecta           |
|  |                               |
|  | 鷂落坪半夏 P. yaoluopingensis |
|  |                               |

以整套叶绿体DNA构建的树显示：

|  | 虎掌 P. pedatisecta |
|  |                     |
|  | 半夏 P. ternata     |
|  |                     |

|  | 盾葉半夏 P. peltata |
|  |                     |

|  | 虎掌 P. pedatisecta |
|  |                     |
|  | 半夏 P. ternata     |
|  |                     |

|  | 盾葉半夏 P. peltata |
|  |                     |

|  | 虎掌 P. pedatisecta |
|  |                     |
|  | 半夏 P. ternata     |
|  |                     |

|  | 盾葉半夏 P. peltata |
|  |                     |

|  | 虎掌 P. pedatisecta |
|  |                     |
|  | 半夏 P. ternata     |
|  |                     |

|  | 盾葉半夏 P. peltata |
|  |                     |

### 分类
半夏的种下等级目前无广泛承认的分类，主要的分类方法有以下几种：
在恩格勒系统中，阿道夫·恩格勒曾于1920年根据叶形将半夏分为四个变种：
- P. ternata var. vulgaris
- P. ternata var. angustata（产日本）
- P. ternata var. subpandurata（小叶形似提琴，产北京）
- P. ternata var. giraldiana（中间小叶无柄，两侧小叶不等长，产云南）

裴鉴在《中国药用植物志》中采用了恩格勒的分类。
胡世林分半夏为5个变种，除上述四个外，另将五叶复出的半夏类群命名为五叶半夏（P. ternata var. quinquefolia）。
除以上种下等级外，半夏曾用的种下等级还有以下变种或变型：
- Pinellia ternata f. angustata (Schott) Makino
- Pinellia ternata f. atropurpurea (Makino) Ohwi
- Pinellia ternata var. atropurpurea Makino
- Pinellia ternata f. subcuspidata Honda

而顾德兴、郭巧生等认为，由于半夏主要是无性繁殖，因此绝大多数的自然群落都是无性系，也即均为同一株半夏的克隆，即使是有性生殖，由于半夏是同株异花授粉，故其遗传基础也不会太丰富。而他们的研究及其他文献均显示，各地的自然居群内，半夏的叶形变化丰富，无规律可循，同一居群内仍可看到多种叶形，因此单纯依据叶形来划分变种是不妥当的。他们据此主张不划分半夏的种下等级，只以种名Pinellia ternata来代表所有半夏。英文版中国植物志《Flora of China》也认为，根据鳞茎位置和数量的变化来看，恩格勒划分的四个变种没有分类学意义。

## 毒性毒理

### 毒性
半夏全株有毒，块茎毒性较大，0.1－1.8 g生半夏就会引发中毒。
半夏可对口腔、喉头、消化道黏膜等造成强烈刺激，少量中毒会造成口舌麻木，大量中毒则会印发烧伤肿痛、失声、流涎呕吐、全身麻木、痉挛、呼吸困难、恶心、胸前压迫感等症状，最终麻痹而死。
以小鼠进行的动物实验显示，给实验动物注射相当于13.142 g/kg块茎的半夏浸膏会引起慢性中毒及死亡，原因可能与刺激肠道产生腹泻有关；注射20 g/kg块茎的乙醇提取液，则会因共济失调而死。

### 化学成分及毒理
半夏的块茎含有多种有毒化学成分，其中主要的是刺激性甙，甙元为尿黑酸和3,4-二羟基苯甲醛。尿黑酸及其甙可以刺激舌根，具有强烈涩味，而且甙的刺激性比游离的尿黑酸更强；3,4-二羟基苯甲醛则具有强烈的辛辣味。除此之外，半夏还含有麻黄碱及多种有毒生物碱，以及凝集素、胰蛋白酶抑制剂、半夏蛋白（pinellin）、各种氨基酸等，其中半夏蛋白可引起流产。

### 中毒处理

#### 紧急处理
皮肤接触处应进行洗涤，透过口服摄入的，应当用1%的双氧水漱口，并进行催吐、洗胃和补液。

#### 后期治疗
鲜姜片能止半夏毒性，可食用生姜片或服用生姜汁、姜糖水等以解毒。同时应当注意维持患者呼吸，防止其窒息。

## 栽培生产
半夏入药虽有悠久历史，但商业化生产从20世纪70年代才最早在中国开始，日本和韩国于80年代从中国引种。

### 传统农业生产
在传统农业生产中，播种前用2%的硝酸钾溶液于处理块茎24小时，有利于发芽率的提高，而种子和珠芽则应用2%的磷酸二氢钾和500ppm的三十烷醇处理。播种时，2－5厘米或稍大于种茎直径2.6倍的播种深度有利于半夏的块茎重量和珠芽数量的增加。
由于半夏喜阴，故可结合遮阴进行合理的间作套种，豆类作物、玉米、小麦、棉花等均可作为半夏的套种作物。在与半夏的套种中，粮食产量略有减少，但可以增收100kg/亩的干半夏而使总产值大幅增加。温室大棚、地膜覆盖、麦秸覆盖等均有利于提高半夏的产量和抗逆性。

### 组织培养
半夏的叶片、叶柄、珠芽、花茎、块茎、根尖、未成熟的种子及叶肉原先质体均可用作组织培养的外植体。但以珠芽作为外植体的生产效率最高。

### 生态问题
由于过度采挖、栖息地破坏、生态环境恶化等原因，半夏野生资源急剧减少，而人工栽培受技术、成本等的制约，产量有限、发展较慢，导致野生半夏遭遇越挖越少，越少越贵，越贵越挖的恶性循环，对半夏野外种群产生了严重影响。由于半夏资源日益减少，各地有约12种植物被充作半夏使用。

## 药用

### 临床用途
半夏以干燥块茎入药，药材名半夏（Rhizoma Pinelliae）。
中医认为，半夏具有消痰、镇咳、镇吐、祛风、消痉、消瘀等作用。
中药制剂半夏厚朴汤近年来因其对抑郁和癌症化疗引发的呕吐具有治疗作用而备受关注，鈎藤散对血管性痴呆的治疗作用已通过了双盲实验，柴朴汤对哮喘、慢性支气管炎和支气管扩张的良好治疗效果已通过多中心临床试验证实。

### 历史
半夏入药首见于出土于马王堆汉墓中的《马王堆帛书 · 五十二病方》中，处方用名为「冶半夏」，《五十二病方》是现存最早的医方，成书年代约在前194年左右。
现代药学、生物学或化学上，对半夏有记载的最早研究是汤汉腾等于1934年用乙醚萃取从半夏中提取出生物碱，并将生物碱视为半夏的有效成分，但未有更深入的研究。
1954年，日本药学家岛田克己从半夏中提取出一种生物碱，100 mg/kg的剂量能使猫处于镇静状态。
大盐春治于1978年从半夏中提取出左旋麻黄碱和胆碱，发现0.5～1.0 mg/kg的左旋麻黄碱可以抑制阿朴吗啡所致的小猎犬呕吐，他因此认为左旋麻黄碱是半夏镇吐的有效成分，同时发现胆碱也有镇痛作用。
鹿野美弘于1987年从半夏中分离出鳥苷，并认为是半夏的有效成分。

### 有效成分
半夏中含有生物碱、有机酸、多糖、甾醇、半夏蛋白、氨基酸、挥發油及无机元素等多种化学成分，半夏中分离出的单一生物碱有L-麻黄碱、胆碱、鸟苷、胸苷、次黄嘌呤核苷等。
但半夏准确的有效成分尚无共识，《中华人民共和国药典》没有规定半夏的指标成分。对于半夏的有效成分究竟为何，存在若干种不同观点，详见「历史」部分。

## 文化

### 中国
由于半夏的中文名较为文学化，常被嵌在药名诗、药名词、药名曲等作品中用作双关语，较为著名的有明朝冯梦龙《桂枝儿》中「你果是半夏当归也，我情愿对着天南星彻夜的等」、清代褚人獲所著的笔记小说《坚瓠集》中「吾念槟榔一去，已过半夏，岂不当归耶」等。
到了近现代，半夏一词在普通文学作品中逐渐与本意脱钩，不再以药名双关的形式出现，而是单指字面上的「夏天过了一半」之意。例如鲁迅的文章《半夏小集》，中国传媒大学电视学院举办的以「半夏」为名的半夏的纪念北京国际大学生影像展，湖南卫视芒果影业荣信达影视 2012 年出品的电视剧《花开半夏》等。

### 日本
日本有名为「半夏生」的杂节，据传因半夏在此时长成而得名，古代定为夏至后的第11天，现代日本采用太阳达到黃經100°的日期作为半夏生的日期，约在每年7月1－2日。
半夏生对日本人民的农业生产有着较为重要的指导作用，古代日本人民在夏至之后、半夏生之前完成插秧工作，有些地区的农民会从半夏生开始休息5天。半夏生这天所下的雨称为「半夏雨」或「半夏水」，在民间传说中有毒，所以人们会盖好井盖防止生活生产用水被「半夏雨」污染，以避免中毒。
日本的许多地区还有要在这天吃某种风俗食品的习俗，例如在日本关西地区有吃章鱼的习俗，在讚岐國有吃乌龙面的习俗，而在福井县大野市则有吃烤鲭鱼的习俗等，部分其他地区也有特别的地方习俗。日本总务省统计局曾调查过关西地区半夏生期间的章鱼消费支出，发现半夏生当天的章鱼消费量约达到了平时的3-4倍。

## 延伸阅读
[在维基数据编辑]
 《欽定古今圖書集成·博物彙編·草木典·半夏部》，出自陈梦雷《古今圖書集成》
 《植物名實圖考·半夏》，出自吳其濬《植物名實圖考》

## 外部連結
- 半夏 Banxia（页面存档备份，存于） 藥用植物圖像數據庫 (香港浸會大學中醫藥學院) （中文）（英文）
- 半夏 中藥材圖像數據庫  (香港浸會大學中醫藥學院) （中文）（英文）
- 半夏 Ban Xia（页面存档备份，存于） 中藥標本數據庫 (香港浸會大學中醫藥學院) （繁體中文）（英文）
- 生半夏 Sheng Ban Xia（页面存档备份，存于） 中藥標本數據庫 (香港浸會大學中醫藥學院) （繁體中文）（英文）
- 半夏 Pinellia ternata - PPBC中国植物图像库（页面存档备份，存于） 中国植物图像库中半夏的照片（中文）
- 中国植物志中的半夏（页面存档备份，存于） （中文）
- 中醫藥資訊檢索 中藥的毒劇藥物及其解藥>生半夏
- 昆明植物研究所. . 《中国高等植物数据库全库》. 中国科学院微生物研究所.   [2009-02-24]. （原始内容存档于2016-03-05）.